# Roellia simplex
Roellia simplex là một loài rêu trong họ Bryaceae. Loài này được Kindb. mô tả khoa học đầu tiên năm 1897.
Danh pháp loài này chưa ổn định 